# Biblioteca de la Universidad de Antioquia
La Biblioteca Carlos Gaviria Díaz es la biblioteca en la cual se deposita, acopia, preserva y difunde el patrimonio bibliográfico de la Universidad de Antioquia y está manejada por el Departamento de Bibliotecas, dependencia adscrita a la Vicerrectoría de Docencia de dicha Universidad. Además, está encargada de promover y facilitar el acceso a la información en todos los campos del saber y la cultura, para fortalecer las actividades de investigación, docencia y extensión de la Institución, mediante una adecuada combinación de gestión gerencial, maestría personal y recursos tecnológicos. Conjuntamente, cuenta con espacios y áreas en los que promueve actividades bibliográficas, artísticas y culturales. Al año registra en promedio 580.430 préstamos, 2.317.112 visitantes, y 255.186 renovaciones de préstamos, e igualmente adquiere 4.959 títulos y volúmenes cada año.
El Departamento de Bibliotecas está conformado por la Biblioteca Central, siete bibliotecas satélites (ubicadas en la ciudad de Medellín) y las bibliotecas de las sedes regionales (Magdalena Medio, Bajo Cauca, Suroeste, Oriente, Occidente y Urabá).

## Historia
En 1803, fue creado el Colegio Franciscano por fray Rafael de la Serna en la edificación que hoy se conoce como Edificio San Ignacio y se estableció una pequeña recopilación de libros de contenido dogmático y casi todos en latín, concretamente para consulta de sus docentes.
Luego, en 1822, consolidada la independencia nacional, el vicepresidente de la República, el General Francisco de Paula Santander, promovió la instauración de un nuevo plan educativo en el plantel, por lo cual lo convirtió en el Colegio de Antioquia y agregó a la biblioteca varios libros de contenido más profano, Bentham, por ejemplo. 
La biblioteca sufrió todos los acontecimientos de un agitado siglo y los cambios políticos que no siempre contribuyeron a su desarrollo. A finales del siglo XIX y a principios del XX, la situación se agravó por la guerra de los Mil Días, que hizo que se destruyera la colección de la Biblioteca de la Universidad de Antioquia, la cual, reiniciada en 1901, apenas tenía 300 libros en 1911. Pero estas primeras décadas de relativa paz permitieron el crecimiento de las colecciones bibliográficas. Durante la rectoría de Tulio Ospina la Biblioteca de la Universidad completó 5.000 volúmenes, incluyendo los correspondientes a la Escuela de Minas. Al separarse ésta, sin embargo, la biblioteca entró en un período de retroceso, hasta el punto de que para 1925 el rector de la época Emilio Robledo, decía: "La Universidad carece de una biblioteca, pues no puede darse tal nombre a unas pocas docenas de libros, sin importancia muchos...". La situación se agravó al trasladarse en 1928 a un primer piso húmedo y estrecho, donde sufrió un severo desgaste, y más los hurtos, la mala preservación y la censura bibliográfica, generaron al punto de que para 1934 la colección solo tenía unos 2.000 volúmenes. 
En 1935 se entregó la administración de la biblioteca al Dr. Alfonso Mora Naranjo, quien le dio vida propia y la denominación de Biblioteca General. Mora fue profesor universitario, gramático y literato, administrador de varias entidades educativas públicas y privadas, agregado cultural de Colombia en Lima y alto ejecutivo bancario, puesto que dejó para concentrarse a las nuevas ocupaciones universitarias que le encargó el rector Clodomiro Ramírez.
Además, bajo su administración surgió en 1935 la revista Universidad de Antioquia, la primera revista universitaria de Antioquia. Al poco tiempo, el excelente manejo del doctor Mora, el apoyo institucional a su gestión y la contribución de publicaciones periódicas, suministrado por el sistema de canje de la revista, llevaron a elevar el número de libros y folletos a 5.926 en 1936. El monto de revistas disponibles pasó de 82 en 1934 a 2.142 en 1936. Los usuarios contaban en 1940 con la significativa cifra de 17.015 libros y en 1945 con 32.875, sin contar con las bibliotecas independientes de Medicina y Derecho. Para esta fecha ya no era insólito ni reprochable que en los estantes coexistieran, en paz y sin el peligro de censura, Winston Churchill con Benito Mussolini, y la Biblia con El Capital y el Corán.
El 9 de abril de 1948 tras la muerte de Jorge Eliécer Gaitán, el señor Mora Naranjo impidió personalmente la quema de la biblioteca, cuando, en mangas de camisa y parado en la puerta que daba acceso a ella, en Ayacucho con Cervantes, recordó a la turba enardecida que la Universidad era para los hijos de los obreros y de los pobres, es decir, para sus hijos, y que al destruirla eran ellos los perjudicados. ¡Y se salvó la biblioteca!

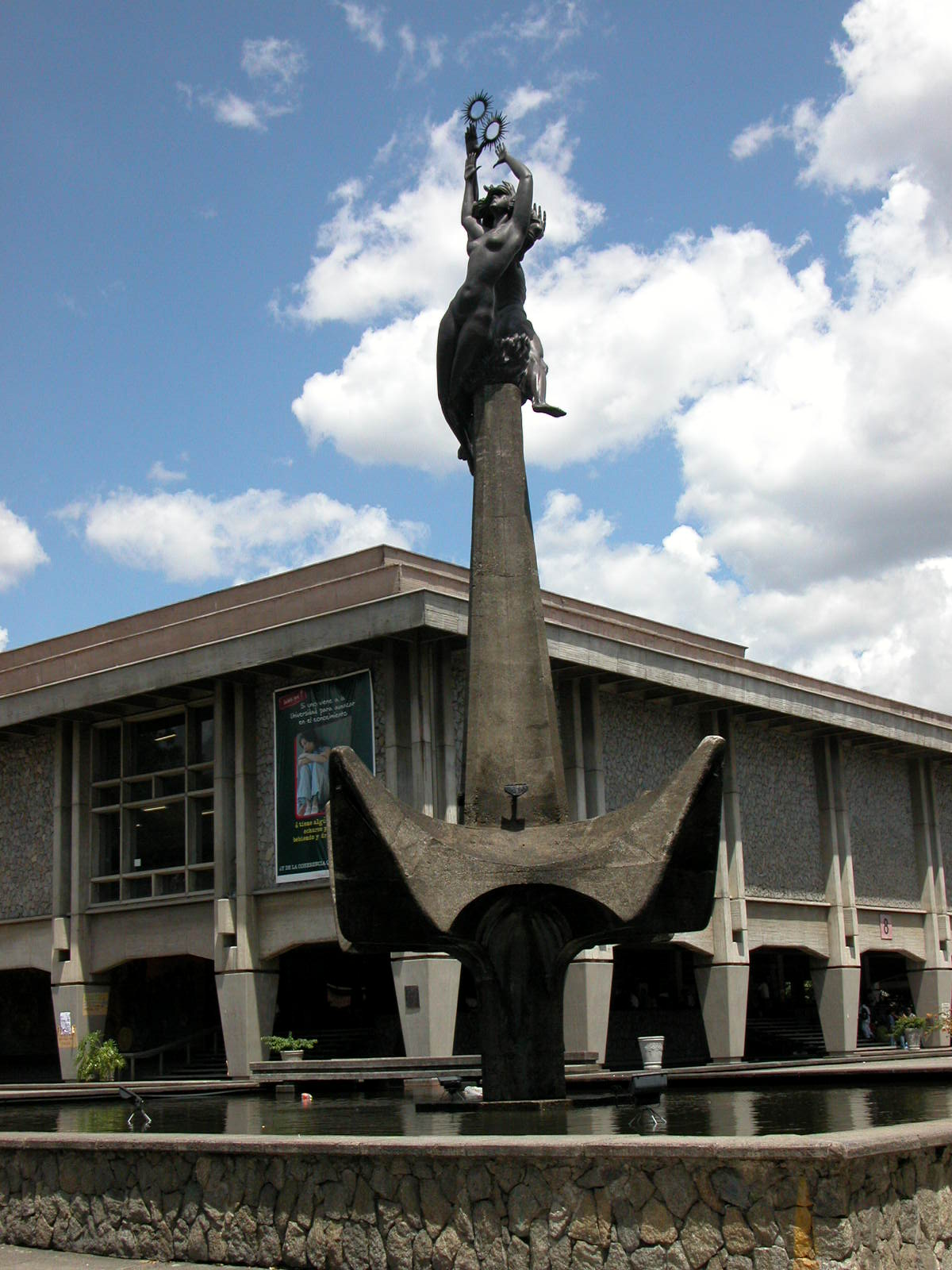
Hombre creador de energía de Rodrigo Arenas Betancur, al fondo Biblioteca Central.

El 1 de enero de 1951, la Biblioteca de Zea de carácter departamental fue incorporada a la Universidad de Antioquia, dicha biblioteca contaba en ese momento con una colección de: 12.408 libros y folletos, 2.372 revistas y 961 periódicos, que ayudaron a conformar la valiosa colección de prensa de la Universidad. 
En 1954, el doctor Carlos Víctor Penna, asesor técnico de la Unesco para la creación de la Biblioteca Pública Piloto de Medellín, durante su estancia en la ciudad formuló un proyecto para la reorganización de la biblioteca de la Universidad, que comprendía siete capítulos; en 1956 se funda la Escuela Interamericana de Bibliotecología, con el fin de formar el personal requerido para el trabajo de las bibliotecas de la Universidad de Antioquia, entre otras razones; en 1965 se funda la biblioteca del Liceo Antioqueño, en las nuevas instalaciones de Robledo, cuya vida se prolonga hasta 1988, cuando se clausura el Liceo.
En 1966, el profesor Luis López de Mesa establece a la Biblioteca como su heredera universal, legado que ha permitido el desarrollo de las colecciones en las áreas de ciencias sociales y humanas. 
Con el surgimiento de nuevas carreras, se inicia la multiplicación de bibliotecas sectoriales, hasta en 1968, cuando, la Universidad pasa a ocupar las nuevas instalaciones de la Ciudad Universitaria, iniciando una nueva etapa para la Biblioteca, en cuyo campus se ubicó en un gran edificio de seis pisos con 12.008 m² de área, donde se centralizaron las bibliotecas: General, Estudios Generales, Economía, Educación, Derecho e Ingeniería Química; conformando la Biblioteca Central. 
Para administrar todo el material bibliográfico de la universidad, se crea el Departamento de Bibliotecas, conformado por la Biblioteca Central y las demás bibliotecas que existen por fuera de la Central: Medicina, Enfermería y Bibliotecología: y más tarde se crean las de Salud Pública, Odontología y Veterinaria y Zootecnia.
Desde la década de los ochenta, la Biblioteca está en proceso de sistematización. En 1985, como un reconocimiento a la enorme labor cultural desempeñada por la biblioteca, el periódico El Mundo le otorgó el premio El Mundo de Oro de la Cultura, y en 2002, le fue otorgado el Certificado de Calidad Icontec ISO 9001-2000.
En su historia más reciente, y para apoyar los programas docentes, investigativos y de extensión, la Universidad cuenta con el Sistema de Bibliotecas, conformado por la Biblioteca Central y la Biblioteca de la Escuela Interamericana de Bibliotecología, en la Ciudad Universitaria, 6 bibliotecas satélites en dependencia académicas, por fuera de la Ciudad Universitaria: Biblioteca Médica, Biblioteca de Salud Pública, Biblioteca de la Ciudadela Robledo, Biblioteca de Enfermería, Biblioteca de Odontología y Biblioteca del Bachillerato Nocturno y las Bibliotecas universitarias regionales de Urabá, Suroeste, Bajo Cauca, Magdalena Medio y Oriente antioqueño.

## Sub-Bibliotecas

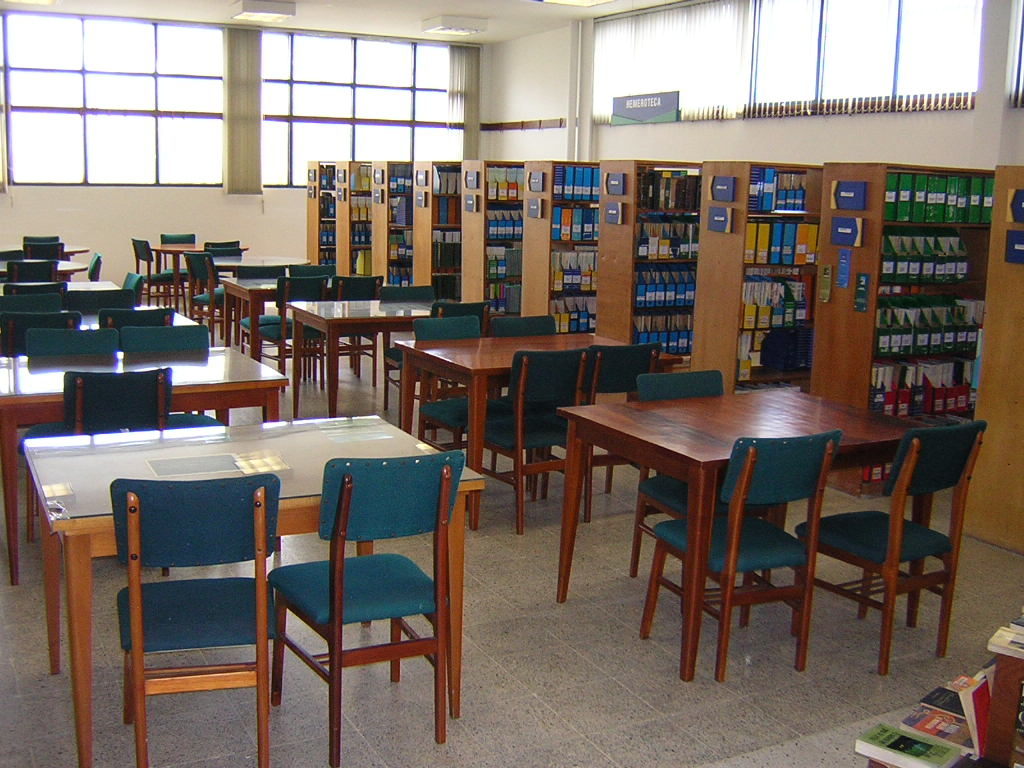
Biblioteca de la Facultad de Odontología, Área de la Salud.

La Biblioteca de la Universidad de Antioquia es actualmente un complejo que consta de varias bibliotecas especializadas.
- Biblioteca Central (ubicada en la Ciudad Universitaria)
- Biblioteca Médica
- Biblioteca de la E. I. B.
- Biblioteca de Enfermería
- Biblioteca de Odontología
- Biblioteca de Salud Pública
- Bibliotecas de Ciudadela Robledo
- Biblioteca del Colegio Nocturno de Bachillerato
- Bibliotecas Regionales
  - Seccional Suroeste (Andes)
  - Seccional Bajo Cauca (Caucasia)
  - Seccional Magdalena Medio (Puerto Berrio)
  - Seccional Oriente (Carmen de Viboral)
  - Seccional Urabá (Turbo)
  - Seccional Occidente (Santa Fe de Antioquia)
  - Seccional Nordeste sede Amalfi
  - Seccional Nordeste sede Segovia

## Colecciones
Colección General: Está conformada por libros de carácter general o especializado en las diferentes áreas del conocimiento. Incluye libros, monografías, tratados, informes de investigación, ensayos, memorias de congresos y seminarios.
Colección de Publicaciones Seriadas (Hemeroteca): La integran publicaciones que se editan por entregas sucesivas, generalmente tienen edición numérica o cronológica y pretenden aparecer indefinidamente, tales como: revistas, diarios, anales, boletines, entre otros.
Colección para Invidentes: Formada por audiolibros y por libros en el sistema braille; integrada con diversos recursos tecnológicos, sirve de soporte al servicio para limitados visuales.

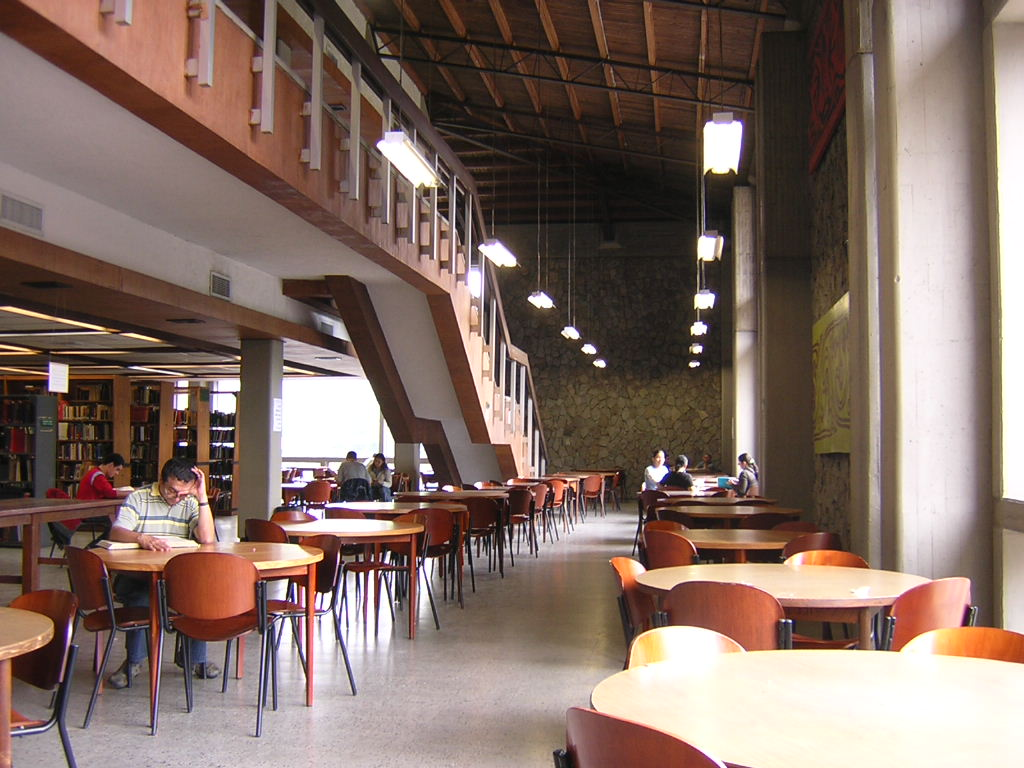
Interior Biblioteca Central.

Legado Luís Alberto Álvarez: El legado bibliográfico del sacerdote Luis Alberto Álvarez, recibido en comodato por la Universidad de Antioquia mediante convenio con la Corporación que lleva su nombre, comprende libros, revistas y videos, cuyos temas son el cine y la música.
Colección de Audiovisuales: Documentos en formato audiovisual (casetes, disquetes, diapositivas y videos). Legado bibliográfico del sacerdote Luis Alberto Álvarez
Colección de Medios Electrónicos: Bases de datos bibliográficas y textuales, libros, revistas y tesis en CD-ROM, en línea y/o en DVD
Colecciones Patrimoniales: Documentos que por su contenido, procedencia, formato, edición o antigüedad, adquieren valor histórico y merecen ser conservados como fuentes de investigación y registro de la memoria cultural de la humanidad.
En el Sistema de Biblioteca se cuenta con las siguientes colecciones patrimoniales: 
- Colecciones Patrimoniales Biblioteca Central: Está conformada por cuatro colecciones: 
  - Colección de Patrimonio Documental: Documentos de alto valor histórico y cultural por su contenido, encuadernación, tamaño, antigüedad, rareza y calidad física. Conformada por libros, revistas, folletos, tesis, mapas, códices y manuscritos.
  - Archivos Personales: Conformados por escritos, correspondencia, recortes de prensa, documentos contables y documentos legales, producidos por personalidades e instituciones de reconocida trayectoria en la historia regional y nacional.
  - Colección Antioquia - Memoria Regional del Departamento de Antioquia: Conformada por libros, tesis, revistas, folletos, mapas y planos.
  - Colección de Periódicos: Conformada por prensa nacional y regional a partir del siglo XVIII, desde el Papel Periódico de la Ciudad de Santafé de Bogotá hasta nuestros días.

- Colección Patrimonial - Biblioteca Médica
  - Colección Historia de la Medicina: Incluye documentos (libros y revistas) especializados en el área médica, publicados antes de 1950.
- Colección Patrimonial - Biblioteca Ciudadela Robledo
  - Colección de Patrimonio Documental Biblioteca Ciudadela Robledo: Conformada por documentos de medicina veterinaria y zootecnia, publicados antes de 1950.

Colección de Referencia: Conformada por enciclopedias, diccionarios, directorios, bibliografías, índices, anuarios y atlas.
Colección de Reserva: Conformada por materiales que tienen un alto índice de consulta por ser textos guía de las asignaturas de los programas académicos de la Universidad y por ende, de NO Préstamo
Colección de Seguridad Social: Documentos especializados en seguridad social y salud, con énfasis en legislación (acuerdos, resoluciones, decretos, sentencias, actas del Consejo Nacional de Seguridad Social en Salud.).
Colecciones Semiactivas: Libros y revistas de las colecciones generales que por tratarse de bibliografía complementaria, tienen poca demanda pero conservan su vigencia como apoyo a la actividad académica e investigativa de la Universidad.

## Servicios
Préstamo
- Externo: servicio mediante el cual se autoriza a los usuarios vinculados a la Universidad a retirar temporalmente, de las bibliotecas, material documental para la consulta externa.
- Interbibliotecario: servicio de cooperación mediante el cual los materiales de una unidad de información se ponen a disposición de otras unidades y sus usuarios para satisfacer las necesidades de información que no puedan ser resueltas al interior de cada unidad, previo establecimiento de un convenio firmado por las unidades de información participantes, en el cual se comprometen a cumplir con el reglamento y a responsabilizarse por los materiales retirados en préstamo.
- A domicilio: servicio de préstamo de material bibliográfico al domicilio del usuario.
- En línea: servicio de consulta en línea de los contenidos de las revistas académicas y científicas en texto completo.
- Bases de datos: servicio de consulta de la información registrada en las bases de datos referenciales y bibliográficas, en texto completo o imagen, en formato CD-ROM o acceso en línea.
- Conmutación bibliográfica: programa cooperativo para facilitar la localización y obtención de copias de los documentos que el usuario no encuentra en la Biblioteca, entre diferentes instituciones nacionales e internacionales a través de medios convencionales de correo o modernas tecnologías de transferencia de archivos.
- Cybertesis: registro de la producción intelectual de los estudiantes y profesores de la Universidad de Antioquia, resultado de su trabajo para optar a un título académico de pregrado o posgrado, en calidad de monografía, trabajo de investigación o tesis.
- Consulta en línea: servicio de respuesta por medio del correo electrónico o del sitio web a las consultas académicas realizadas por los usuarios vinculados a la Universidad.

Referencia
- Orientación al usuario: servicio de asistencia personalizada que se brinda al usuario en el uso de las herramientas para la búsqueda y selección de información y para la utilización eficiente de los recursos y servicios de la Biblioteca.

Invidentes
- Servicio especializado cuya misión es brindar atención a la población de la Universidad con limitaciones visuales, por medio de diversas alternativas de acceso a los recursos de información y bajo los principios generales de igualdad y responsabilidad social.

Formación de usuarios
- Programa creado para fortalecer los servicios de acceso a la información para la investigación y la docencia. Mediante este programa el Departamento de Bibliotecas actúa como un elemento facilitador de la libertad de cátedra, enseñanza, aprendizaje e investigación, propiciando un cambio de actitud de los profesores, estudiantes y empleados con respecto al uso, manejo e importancia de la información como medio efectivo en los procesos académicos. Con programas que van desde la capacitación para utilizar el Catálogo Público de Acceso en Línea (OPAC), hasta el uso de bases de datos y la asesoría de personal calificado, los cursos de formación de usuarios acercan a estudiantes y a profesores a las herramientas disponibles en la Universidad de Antioquia para acceder a información especializada.

Asesorías

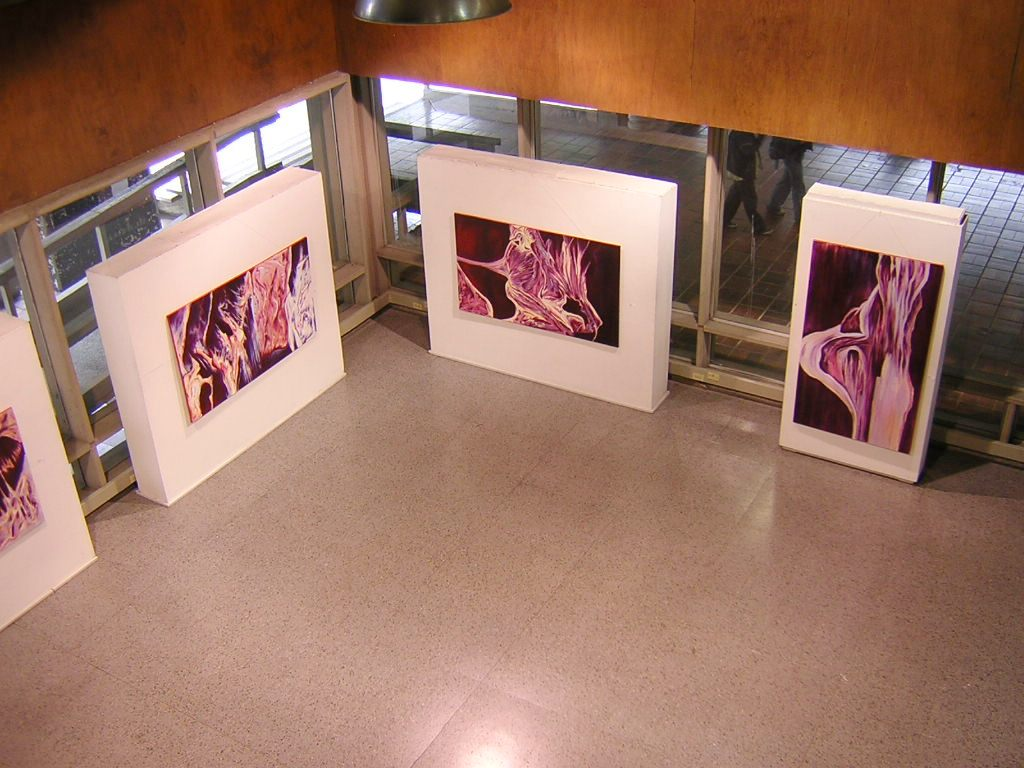
Sala de exposiciones, servicio que presta la Biblioteca Central.

- Orientación en la presentación de tesis, informes de investigación y artículos de revistas en forma impresa y electrónica.

Capacitación
- El programa de capacitación desarrollo talento humano para la gestión del conocimiento, dirigido al personal de bibliotecas, centros de documentación y archivos del país, ofrece actualización en las áreas de servicios, administración, análisis de información y nuevas tecnologías.

Carné de Biblioteca
- La Biblioteca expide un carné (con costo económico) para el uso de sus servicios y el préstamo de materiales bibliográficos, creado para usuarios provenientes de instituciones con las cuales no existe convenio de préstamo interbibliotecario.

Sala de exposiciones
- La Biblioteca presta un servicio de extensión, propiciando la divulgación de nuevos valores en las artes visuales, tanto del alma mater como de fuera de ella, siendo requerimiento fundamental la buena calidad de las obras y el mérito de una clara convicción de trabajo artístico. Se realizan en promedio unas dieciocho exposiciones anuales que se divulgan por medio de catálogos, afiches e información de prensa y radio. La sala es una dependencia de la Dirección de la Biblioteca Central.

## Sistema de Bibliotecas
El Sistema de Bibliotecas corresponde la red de bibliotecas de la Universidad, que a través del Software de gestión de bibliotecas Koha permite el registro, la búsqueda y préstamo de material bibliográfico.
Sistema de Bibliotecas está integrado por la Biblioteca Central y las bibliotecas satélites: Medicina, Salud Pública, Enfermería, Odontología, Escuela Interamericana de Bibliotecología, Ciudadela Robledo (Veterinaria, Zootecnia, Nutrición y Dietética y Educación Física), Bachillerato Nocturno y las bibliotecas ubicadas en cada una de las Seccionales (Urabá, Oriente antioqueño, Magdalena Medio, Suroeste, Bajo Cauca, Nordeste y Occidente).

## Biblioteca Virtual de Antioquia
El Sistema de Bibliotecas de la Universidad de Antioquia y la Biblioteca Pública Piloto de Medellín crearon el proyecto "Biblioteca Virtual de Antioquia", el cual se inició en febrero de 2002 y cuyo objetivo es la conformación de una Biblioteca en la Internet, ofreciendo material de autores antioqueños o sobre la región antioqueña desde el siglo XIX y servir de soporte del patrimonio cultural. De hecho, 30 autores contemporáneos han cedido sus obras para que se haga la difusión de las mismas por este medio. 
Y su propuesta centrada en la región abarca múltiples temas: literatura, historia, ciencias, filosofía, política, religión, comunicaciones y transportes, arquitectura e ingeniería, medicina, periodismo, caricatura, memorias y biografías, fotografía, música, economía, artes en general, archivos personales y bibliotecas de autor, traducciones, curiosidades, ensayos, monografías municipales, viajes, álbumes y guías turísticas.